# Пинджал
Пинджал (лат. Pinjalo pinjalo) — вид лучепёрых рыб семейства луциановых (Lutjanidae). Представители вида распространены в Индо-Тихоокеанской области. Максимальная длина тела 80 см.

## Описание
Тело умеренно высокое, несколько сжато с боков, покрыто ктеноидной чешуёй среднего размера. В боковой линии 48—51 чешуй. Голова небольшая, рыло заострённое. Межглазничное пространство выпуклое. Предглазничная кость узкая. Глаза большие, их диаметр равен или превышает длину рыла, расположены в центре головы, с жировым веком. Ноздри на каждой стороне головы расположены не близко друг к другу. Рот маленький и косой, Его направление образует угол в 45⁰ к горизонтали. Нижняя челюсть немного выступает вперёд при закрытом рте. Верхняя челюсть короткая, её окончание доходит до вертикали, проходящей через начало глаза. На верхней челюсти нет чешуи или продольных гребней. Зубы на челюстях маленькие, нет клыковидных зубов; внешний ряд небольших прямых зубов конической формы на каждой челюсти; внутренний ряд ворсинкообразных зубов на верхней челюсти и в передней части нижней челюсти; на сошнике и нёбе зубы очень мелкие; на сошнике в виде пятна треугольной или V-образной формы, на нёбе в виде узкой полосы. Нет зубов на языке. На верхней части первой жаберной дуги 6—8 жаберных тычинок, и 16—18 тычинок на нижней части. Спинной плавник сплошной, между колючей и мягкой частями отсутствует заметная выемка. В колючей части 11—12 жёстких лучей, а в мягкой части 13—14 мягких лучей. Есть чешуя на основаниях спинного и анального плавников. В анальном плавнике 3 жёстких и 9—10 мягких лучей. Последний мягкий луч спинного плавника и анального плавника не удлинённый, короче предпоследнего луча. Грудные плавники удлинённые, их окончания доходят до анального отверстия, с 17—18 мягкими лучами. Хвостовой плавник вильчатый. Ряды чешуй выше и ниже боковой линии косо поднимаются по направлению к спине.
Тело розового или красного цвета, нижняя часть тела и брюхо розоватые или серебристо-белые. От затылка до половины или 2/3 тела проходят диагональные линии (идут по рядам чешуй) желтовато-коричневого или коричневато-красного цвета. Голова от пурпурно-розового до коричневато-красного цвета в верхней части и от розового до серебристо белого в нижней части. Иногда у мелких особей на верхней части хвостового стебля есть бледное пятно. Спинной и хвостовой плавники красноватые, обычно с оттенком жёлтого цвета; внешние края тёмные. Анальный и брюшные плавники от светло-красного до жёлтого цвета. Грудные плавники светло-красные.
Максимальная длина тела 80 см, обычно до 35 см.

## Ареал и места обитания
Широко распространены в Индо-Тихоокеанской области от Папуа-Новая Гвинея до Персидского залива и восточного побережья Африки и от юга Индонезии до Тайваня. Обитают над скалистыми грунтами на глубине от 15 до 100 м. Питаются донными и планктонными беспозвоночными и мелкими рыбами.